# Анатолийски езици
Анатоли́йските езици са група индоевропейски езици (известни също така под името „хето-лувийски езици“). По данни от глотохронологията, доста рано се обособяват от останалите индоевропейски езици.
Всички езици от тази група езици са мъртви езици. Техните носители са обитавали през II-I хилядолетие пр.н.е. територията на Мала Азия (най-вече Хетското царство и възникналите на неговата територия по-малки държавни образувания), които впоследствие са били покорени и асимилирани от персите и/или елините.
Древни писмени паметници от/на анатолийските езици са хетската клинопис и лувийската йероглифика (има запазени също така кратки надписи на палайски език, най-стария и архаичен от цялата група). Благодарение на чешкия лингвист Фридрих (Бедржих) Грозни тези езици са разпознати като индоевропейски, което и способствало за дешифровката им.
Най-късните запазили се надписи са на лидийски език, ликийски език, сидетски език, карийски език и др. езици използвали малоазийски азбуки (частично дешифрирани през XX век).

## Класификация
- Палайска подгрупа
  - палайски език†
- Хетска подгрупа
  - хетски език†
  - лидийски език†
- Лувийска подгрупа
  - карийски език†
  - лувийски език†
  - ликийски език†
  - милийски език (понякога се означава като „ликийски Б“ или „архаичен ликийски“, известен от един запазен надпис)†
  - сидетски език†
  - писидийски език†